# Cordemais

Localització de Cordemais

Cordemais (en bretó Kordevez) és un municipi francès, situat a la regió de país del Loira, al departament de Loira Atlàntic, que històricament ha format part de la Bretanya. L'any 2006 tenia 2.790 habitants. Limita amb els municipis de Bouée, Malville, Le Temple-de-Bretagne, Vigneux-de-Bretagne i Saint-Étienne-de-Montluc.

## Demografia
| Evolució de la població Cassini i INSEE |       |       |       |       |      |       |       |       |
| 1793                                    | 1800  | 1806  | 1821  | 1831  | 1836 | 1841  | 1846  | 1851  |
| 2.346                                   | 2.175 | 2.389 | 2.511 | 2.738 | -    | 2.576 | 2.542 | 2.575 |

| 1856  | 1861  | 1866  | 1872  | 1876  | 1881  | 1886  | 1891  | 1896  |
| ----- | ----- | ----- | ----- | ----- | ----- | ----- | ----- | ----- |
| 2.652 | 2.625 | 2.684 | 2.559 | 2.506 | 2.511 | 2.502 | 2.261 | 2.164 |

| 1901  | 1906  | 1911  | 1921  | 1926  | 1931  | 1936  | 1946  | 1954  |
| ----- | ----- | ----- | ----- | ----- | ----- | ----- | ----- | ----- |
| 2.042 | 2.048 | 1.909 | 1.625 | 1.653 | 1.614 | 1.540 | 1.211 | 1.466 |

| 1962  | 1968  | 1975  | 1982  | 1990  | 1999  | 2006 | 2011 | 2016 |
| ----- | ----- | ----- | ----- | ----- | ----- | ---- | ---- | ---- |
| 1.360 | 1.439 | 1.817 | 2.004 | 2.374 | 2.515 | -    | -    | -    |

| 2019 | - | - | - | - | - | - | - | - |
| ---- | - | - | - | - | - | - | - | - |
| -    | - | - | - | - | - | - | - | - |

## Administració
| Període     | Identitat         | Partit |
| ----------- | ----------------- | ------ |
| 1900 - 1911 | Louis Mabilais    |        |
| 1911 - 1916 | Narcisse Rousseau |        |
| 1916 - 1928 | Louis Chevallier  |        |
| 1928 - 1939 | Pierre Simon      |        |
| 1939 - 1947 | Francis Champeil  |        |
| 1947 - 1971 | Louis Fairand     |        |
| 1971 - 1989 | Jean Doucet       |        |
| 1989 - 2003 | Jacques Fairand   |        |
| 2003 -      | Joël Geoffroy     |        |